# Zbigniew Wilski
Zbigniew Wilski (ur. 20 kwietnia 1934 w Rogowie, powiat brzeziński, zm. 29 stycznia 1995 w Warszawie) – polski teatrolog.

## Życiorys
Był synem Zbigniewa Aleksandra Wilskiego i Ireny Jagmin (1897–1977). Od września 1945 uczęszczał do Gimnazjum im. M. Kopernika w Łodzi, a od 1947 do Państwowego Gimnazjum i Liceum im. Stefana Batorego w Warszawie, gdzie w 1951 otrzymał świadectwo dojrzałości. W latach 1951–1955 studiował polonistykę na Wydziale Filologicznym Uniwersytetu Warszawskiego. W latach 1957–1995 związany z Instytutem Sztuki PAN, jako asystent (od 1 czerwca 1957), starszy asystent (od 1 listopada 1960), adiunkt (od 1 października 1967), docent (od 1 sierpnia 1978), profesor zwyczajny (od 1 lutego 1993). Od semestru letniego 1975/76 wykładał historię teatru i dramatu polskiego na Wydziale Lalkarskim PWST w Białymstoku, w latach 1976–1979 historię teatru i dramatu na Wydziale Aktorskim, od października 1976 na Wydziale Wiedzy o Teatrze prowadził seminarium z krytyki teatru dawnego, a od 1979 ćwiczenia z nauk pomocniczych, okresowo także wykłady i ćwiczenia z historii teatru polskiego. 17 października 1990 Prezydent RP Wojciech Jaruzelski nadał mu tytuł naukowy profesora nauk humanistycznych.
Autor wielu prac z dziedziny historii teatru, w 1984 przejął po Zbigniewie Raszewskim funkcję redaktora naczelnego Słownika biograficznego teatru polskiego i pod jego kierownictwem ukazał się tom II tego opracowania, obejmujący lata 1900–1980 (1994). Opublikował również m.in. biografię aktorki Stanisławy Wysokiej Wielka tragiczka (1982) oraz zarys historyczny Polskie szkolnictwo teatralne 1811–1944 (1978).
Żonaty z Małgorzatą Dunin-Wąsowicz, ojciec Magdaleny.

## Nagrody
- 1983 – nagroda Ministra Kultury i Sztuki
- 1987 – nagroda Rektora PWST w Warszawie